# 郭小玲
郭小玲，中华人民共和国政治人物、全国脱贫攻坚先进个人。

## 生平
郭小玲任康乐县扶贫开发综合服务中心主任。因在脱贫攻坚战中作出突出贡献，2021年2月25日全国脱贫攻坚总结表彰大会上，郭小玲被授予“全国脱贫攻坚先进个人”。